# Коммерс (Техас)
Коммерс (англ. Commerce) — місто (англ. city) в США, в окрузі Гант штату Техас. Населення — 9090 осіб (2020).

## Географія
Коммерс розташований за координатами 33°14′28″ пн. ш. 95°53′59″ зх. д. / 33.24111° пн. ш. 95.89972° зх. д. (33.241015, -95.899832). За даними Бюро перепису населення США в 2010 році місто мало площу 20,66 км², з яких 20,47 км² — суходіл та 0,19 км² — водойми. В 2017 році площа становила 21,77 км², з яких 21,58 км² — суходіл та 0,19 км² — водойми.

## Демографія
Згідно з переписом 2010 року, у місті мешкало 8078 осіб у 2988 домогосподарствах у складі 1585 родин. Густота населення становила 391 особа/км². Було 3613 помешкання (175/км²).
Расовий склад населення:
| - 64,5 % — білих - 21,6 % — чорних або афроамериканців - 5,0 % — азіатів - 0,8 % — корінних американців - 0,6 % — вихідців з тихоокеанських островів - 4,5 % — осіб інших рас |

До двох чи більше рас належало 3,0 %. Частка іспаномовних становила 11,1 % від усіх жителів.
За віковим діапазоном населення розподілялося таким чином: 20,9 % — особи молодші 18 років, 69,9 % — особи у віці 18—64 років, 9,2 % — особи у віці 65 років та старші. Медіана віку мешканця становила 25,6 року. На 100 осіб жіночої статі у місті припадало 91,6 чоловіків; на 100 жінок у віці від 18 років та старших — 89,4 чоловіків також старших 18 років.
Середній дохід на одне домашнє господарство становив 36 459 доларів США (медіана — 21 836), а середній дохід на одну сім'ю — 50 450 доларів (медіана — 36 667). Медіана доходів становила 35 337 доларів для чоловіків та 24 659 доларів для жінок. За межею бідності перебувало 46,0 % осіб, у тому числі 60,6 % дітей у віці до 18 років та 21,8 % осіб у віці 65 років та старших.
Цивільне працевлаштоване населення становило 2930 осіб. Основні галузі зайнятості: освіта, охорона здоров'я та соціальна допомога — 40,0 %, роздрібна торгівля — 15,6 %, мистецтво, розваги та відпочинок — 14,7 %.